# 1123 Shapleya
A 1123 Shapleya egy a Naprendszer kisbolygói közül, amit Grigorij Neujmin fedezett fel 1928. szeptember 21-én.
Névadója Harlow Shapley amerikai csillagász.